# Außenstelle Steyr (Justizanstalt Garsten)

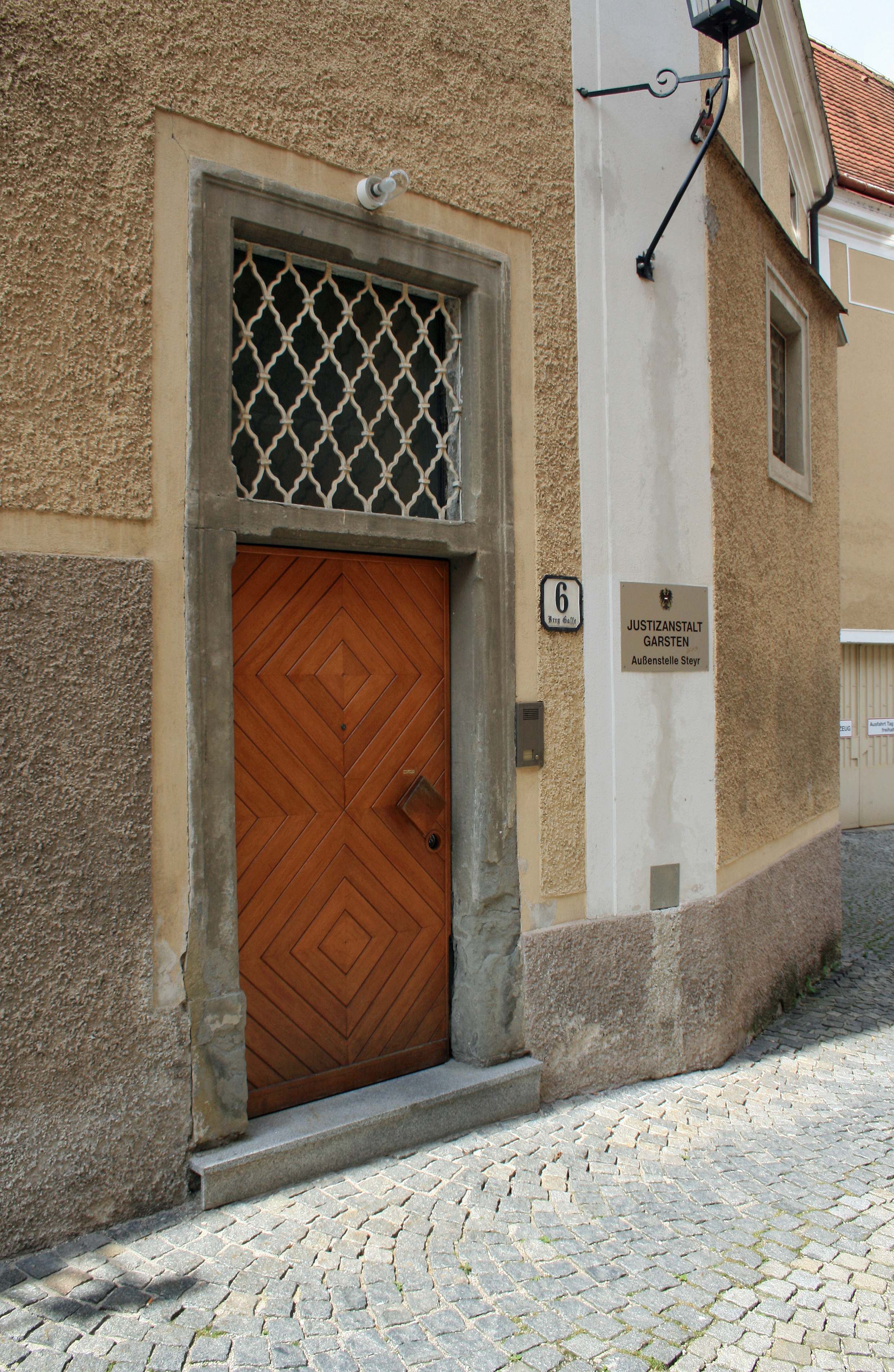
Eingang in der Berggasse

Die Außenstelle Steyr der Justizanstalt Garsten befindet sich in der Statutarstadt Steyr in Oberösterreich (Berggasse 6). Sie ist als gerichtliches Gefangenenhaus dem Landesgericht Steyr angeschlossen. Das Gefängnis ist die kleinste Haftanstalt Österreichs und dient der Unterbringung von Freigängern und Insassen im gelockerten Vollzug. Bis April 2010 war es eine eigene selbständige Justizanstalt.

## Geschichte
Die Errichtung der einstigen Klosteranlage, in der sich das Gefangenenhaus heute befindet, wird auf 1646 datiert. Erbaut wurde das Kloster ursprünglich für den Cölestinerinnen-Orden. Es fiel dem großen Stadtbrand von 1727 zum Opfer. Nach dem Neubau der zerstörten Anlagen wurde das Kloster noch einige Jahre von einem Ursulinerinnenorden weitergeführt. 
Nach der Aufhebung des Klosters unter Kaiser Josef II übernahm die Stadt Steyr im Jahr 1786 die Gebäude und baute einen Teil davon in ein Theater um. In den nun noch verbliebenen Gebäudeteilen wurde die erste Strafanstalt eingerichtet. Diese wurde 1857 in staatliche Verwaltung übergeben und dem Kreisgericht Steyr organisatorisch angeschlossen. Seit diesem Jahr bestand die Justizanstalt Steyr als kleinste eigenständige Strafanstalt Österreichs und gleichzeitig als einzige Justizanstalt, die sich nicht im Besitz der Justizverwaltung oder der Bundesimmobiliengesellschaft, sondern im städtischen Besitz befand.
Am 17. Februar 1934 wurde im Hof der Justizanstalt Steyr der Schutzbündler Josef Ahrer am Würgegalgen erhängt. Er gehört zu jenen neun Personen, die nach den Februarkämpfen in Österreich zum Tode verurteilt und hingerichtet wurden.
Aufgrund der geringen Größe der Anstalt sowie der Lage inmitten der Innenstadt von Steyr wurde immer wieder die Sinnhaftigkeit des Bestehens einer eigenen Justizanstalt hinterfragt. Bereits im Jahr 1997 gab es Pläne seitens des Bundesministeriums für Justiz, sie auf das Gebiet der Justizanstalt Garsten auszusiedeln. Dies wurde aber zunächst nach größerem Widerstand und abermaliger Prüfung wieder fallen gelassen.
Zum Stichtag 30. August 2007 kamen auf insgesamt 63 Planhaftplätze genau 59 Strafgefangene. Das entsprach einer Gesamtauslastung von 93,65 %. Diese Haftplätze waren für den Vollzug der Untersuchungshaft sowie von Strafhaften bis zu einer Gesamtlänge von 18 Monaten vorgesehen. Zudem konnten auch Verwaltungsstrafhäftlinge in dem Gebäude untergebracht werden. Es war für männliche Erwachsene und Jugendliche vorgesehen.
Seit 13. April 2010 ist das Gefangenhaus Steyr jedoch endgültig eine Außenstelle von Garsten. Die Zahl der Haftplätze blieb gleich. Untersuchungshäftlinge wurden seitdem in Garsten untergebracht und in Steyr Freigänger und Insassen im gelockerten Vollzug. Derzeit wird das Gefängnis nicht mehr als Außenstelle der Justizanstalt Garsten genutzt, Gefangene sind nur noch im benachbarten Polizeianhaltezentrum untergebracht. Das Justizministerium hat bereits angekündigt, den Mietvertrag für das Gebäude in absehbarer Zeit auflösen zu wollen.